# PPバンド手芸

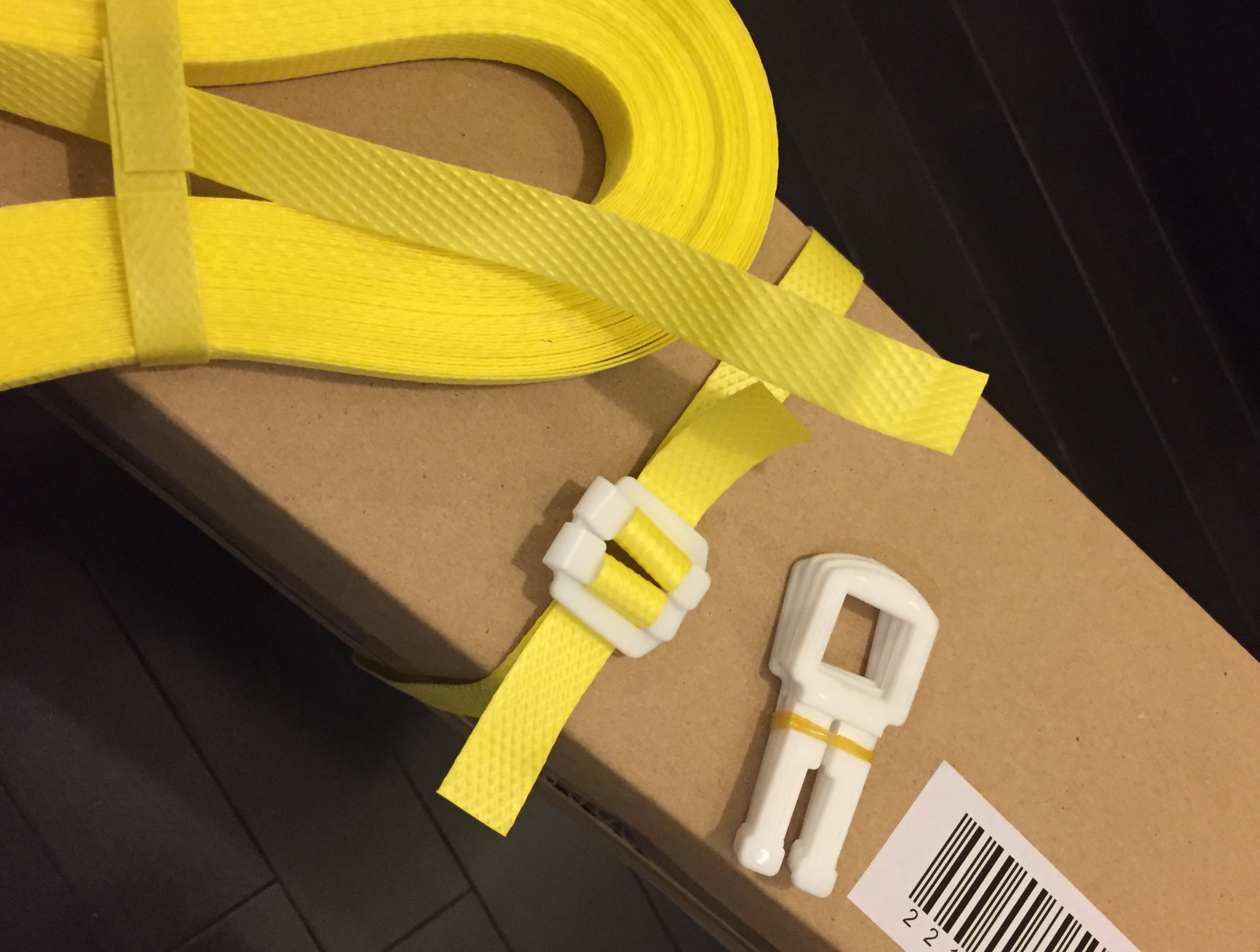
梱包用PPバンドとPPストッパー

PPバンド手芸（ピーピーばんどしゅげい）は、PPバンド（ポリプロピレンバンド）を用いる手芸。

## 概要
梱包用のPPバンドを使って編みあげ、カゴなどを作成する手芸。梱包用の標準である15.5mm幅のバンドが普及しているが手芸用に幅の狭いバンドも一部で流通している。PPバンドは適度な硬さで取り扱いが容易であり、また、不要になった梱包用PPバンドを利用でき環境に優しいイメージもあり、近年普及している。

## 放映情報
- すてきにハンドメイド（2011年6月30日、NHK教育テレビ） [3] - 信越工業株式会社

## 関連書籍
- NHKすてきにハンドメイド2011年06月号（NHK出版、2011年）
- PPバンドで編む 毎日使えるプラかご: ベトナム雑貨でおなじみのおしゃれなかご（誠文堂新光社、2013年） ISBN 4416313055